# Valvatida
Valvatida è un ordine di stelle marine.

## Classificazione
- famiglia Acanthasteridae Gervais, 1841 -- 1 genere
- famiglia Archasteridae Viguier, 1878 -- 1 genere
- famiglia Asterinidae Gray, 1840 -- 27 genere
- famiglia Asterodiscididae Rowe, 1977 -- 3 genere
- famiglia Asteropseidae Hotchkiss & Clark, 1976 -- 5 genere
- famiglia Chaetasteridae Sladen, 1889 -- 1 genere
- famiglia Ganeriidae Sladen, 1889 -- 10 genere
- famiglia Goniasteridae Forbes, 1841 -- 63 genere
- famiglia Leilasteridae Jangoux & Aziz, 1988 -- 2 genere
- famiglia Mithrodiidae Viguier, 1878 -- 2 genere
- famiglia Odontasteridae Verrill, 1899 -- 6 genere
- famiglia Ophidiasteridae Verrill, 1870 -- 28 genere
- famiglia Oreasteridae Fisher, 1911 -- 20 genere
- famiglia Podosphaerasteridae Fujita & Rowe, 2002 -- 1 genere
- famiglia Poraniidae Perrier, 1875 -- 10 genere
- famiglia Solasteridae Viguier, 1878 -- 9 genere
- famiglia Sphaerasteridae Schöndorf, 1906 †

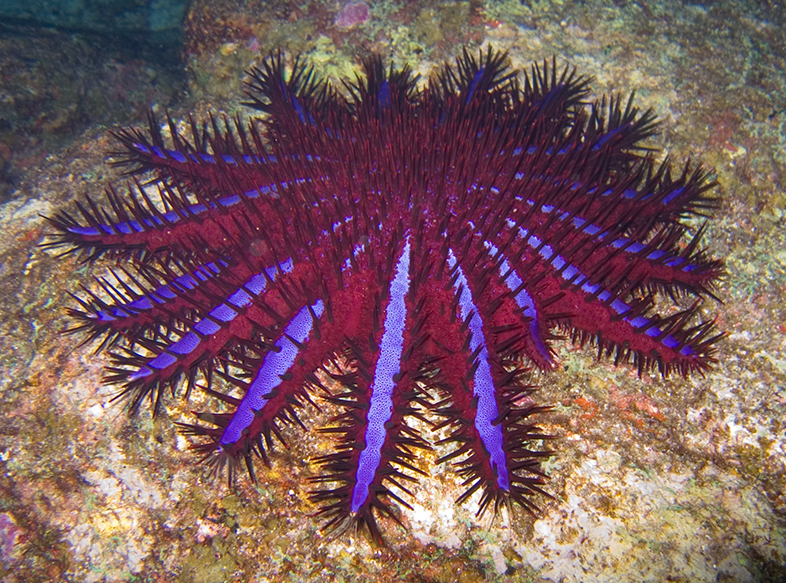
Acanthaster planci, una Acanthasteridae
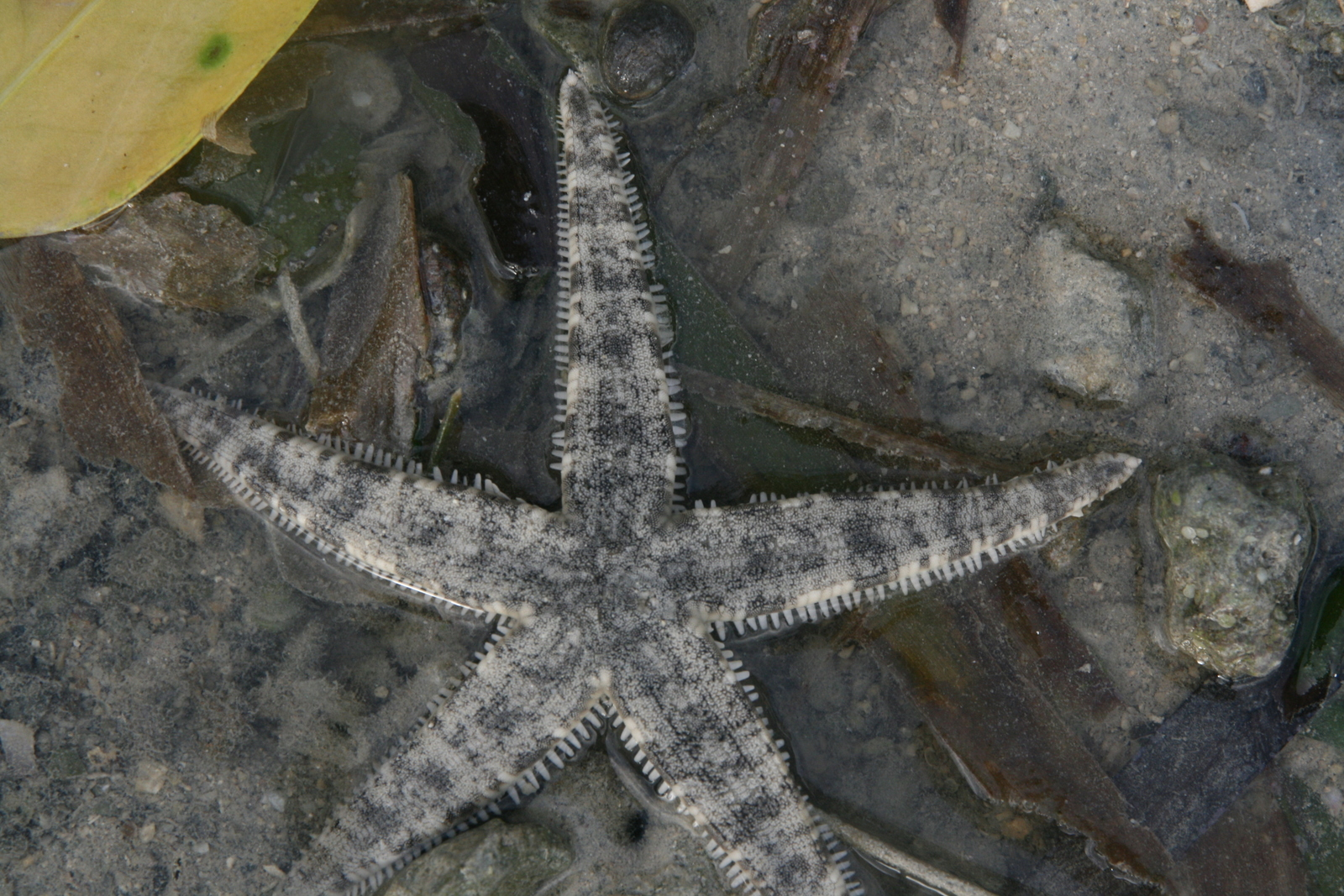
Archaster typicus, una Archasteridae
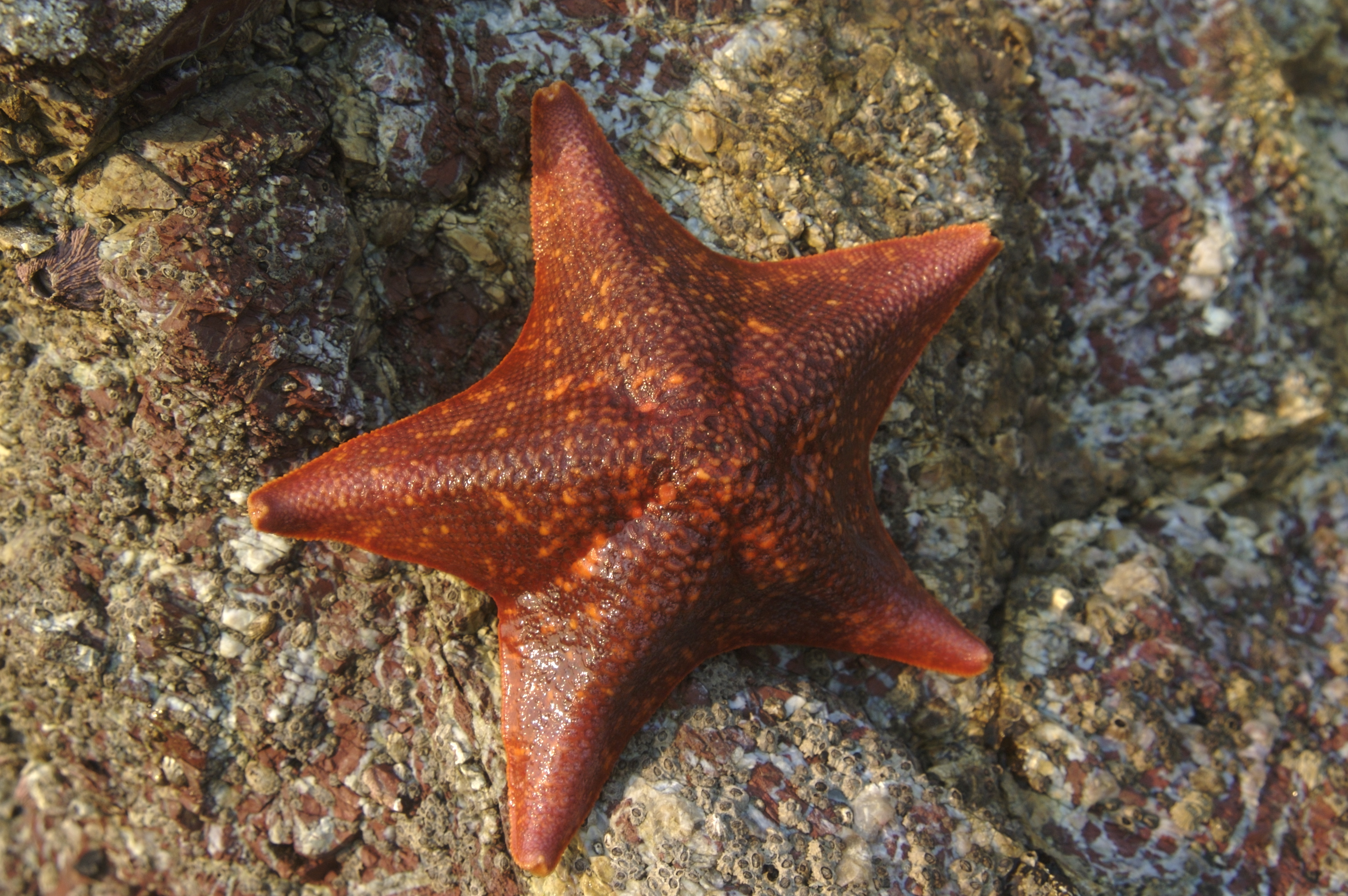
Asterina miniata, una Asterinidae
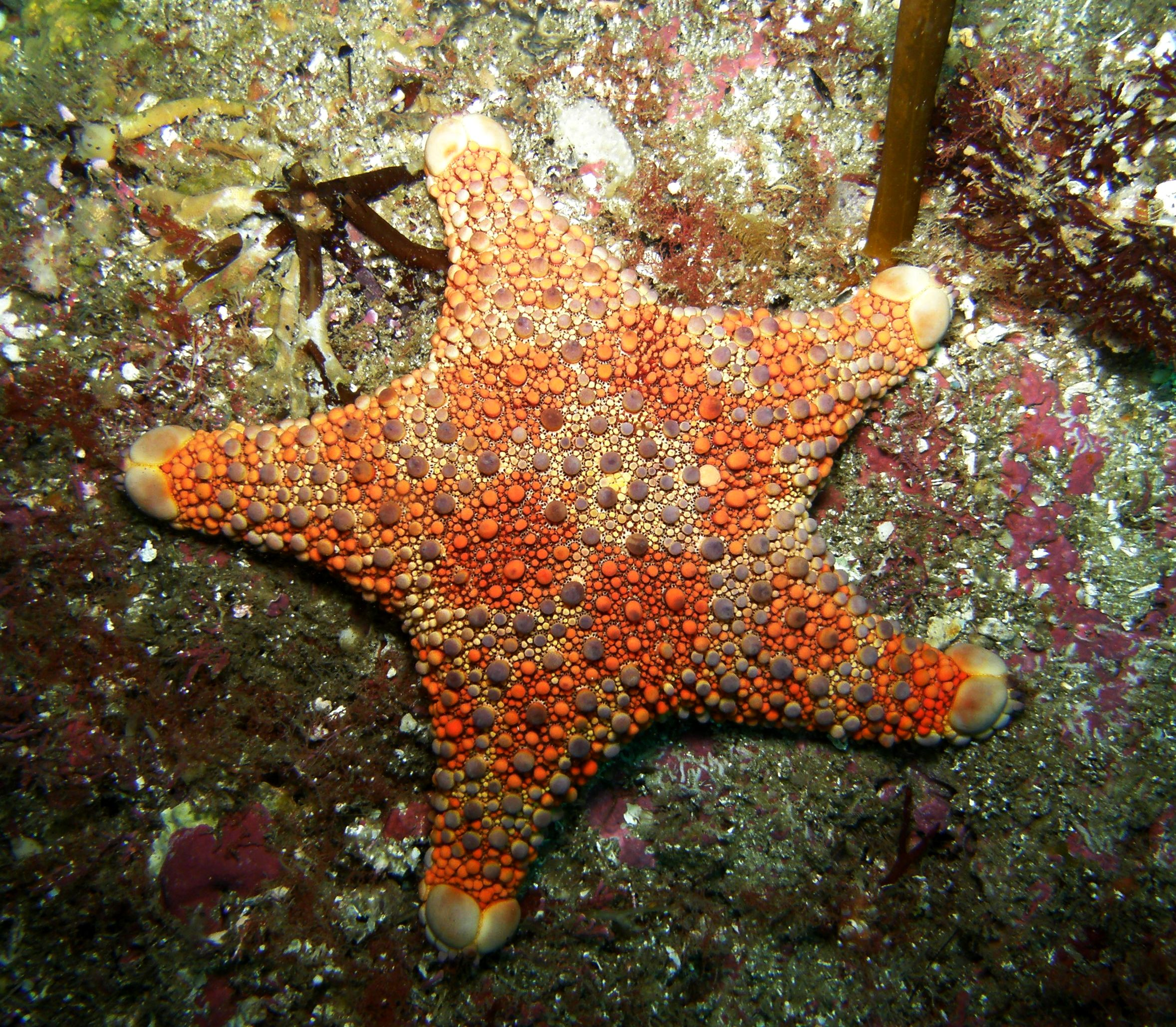
Asterodiscides truncatus, una Asterodiscididae
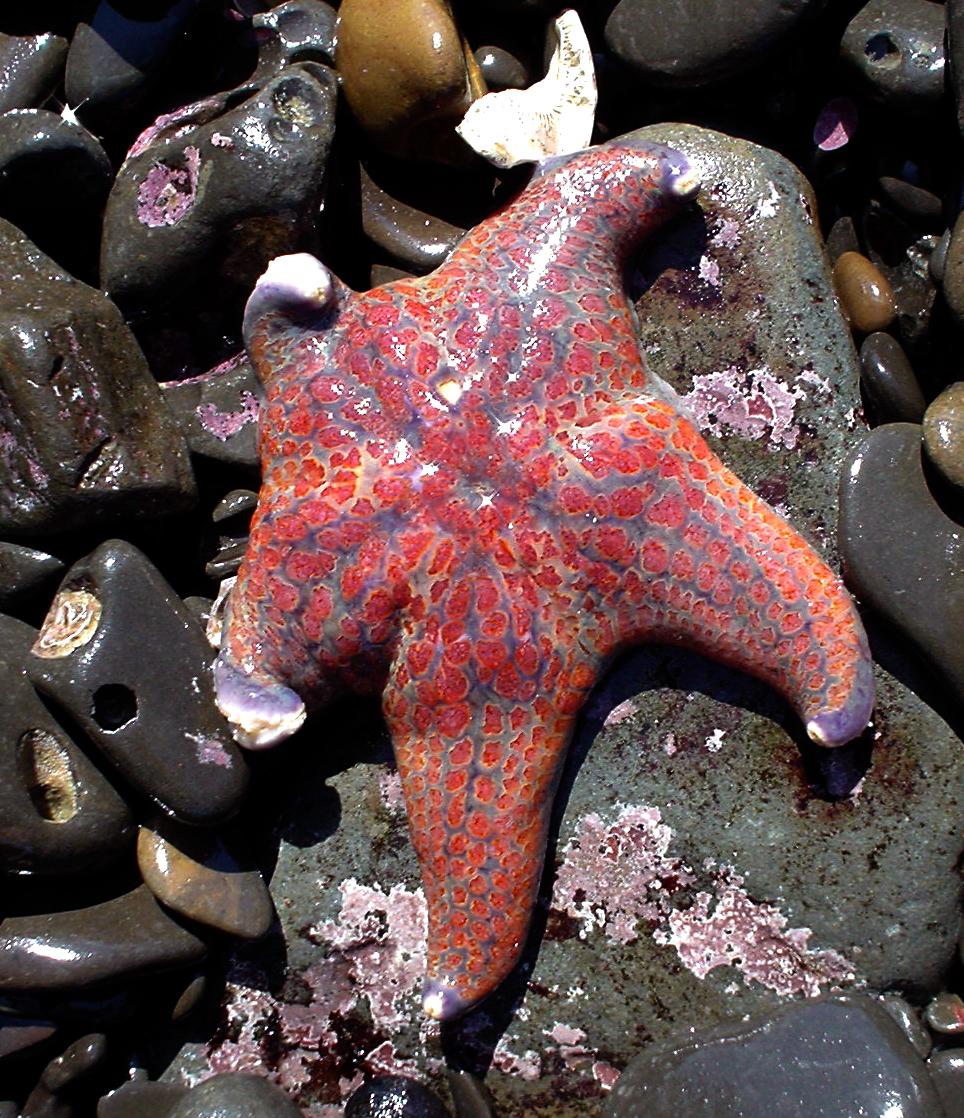
Dermasterias imbricata, una Asteropseidae
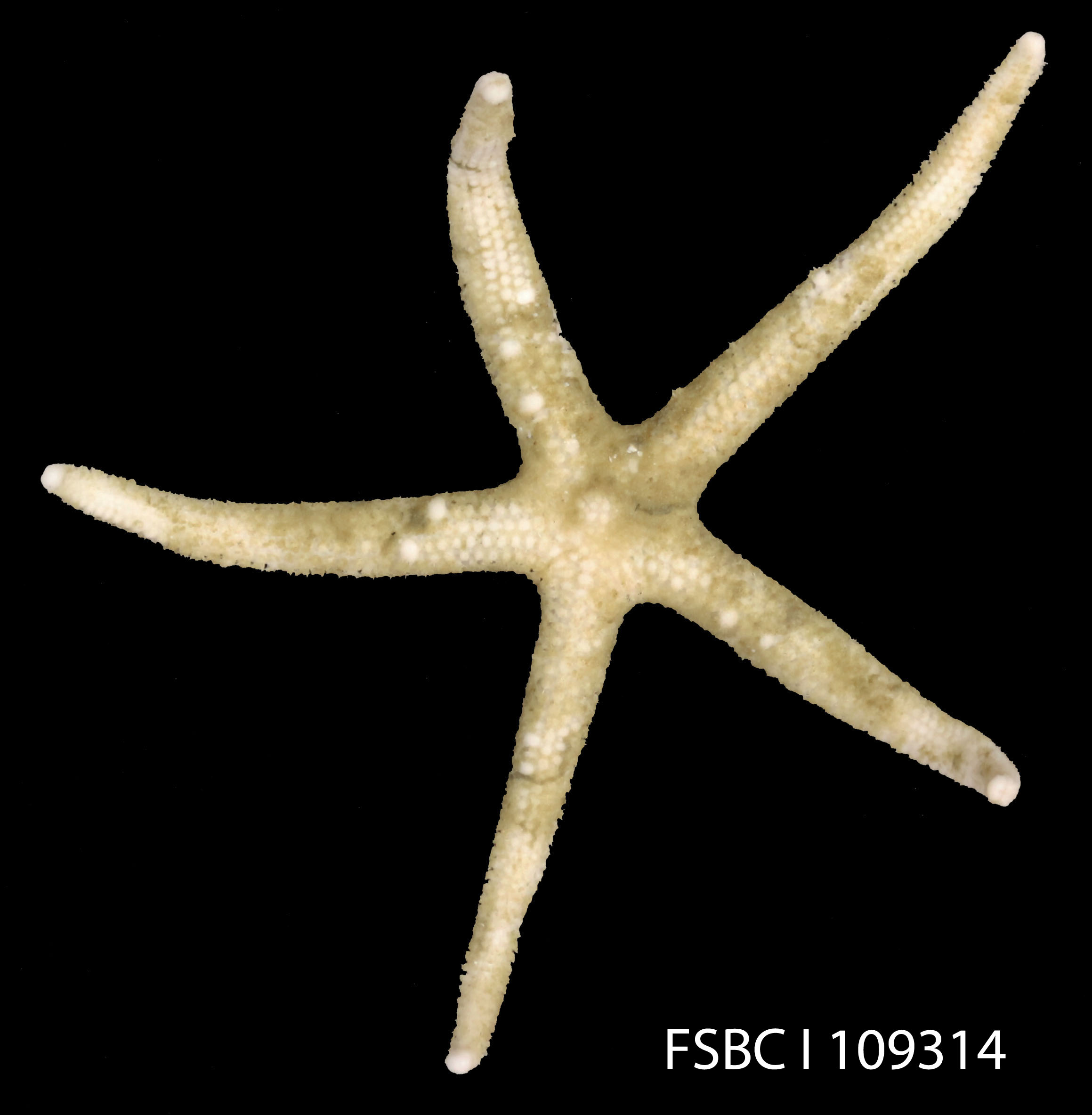
Chaetaster nodosus, una Chaetasteridae
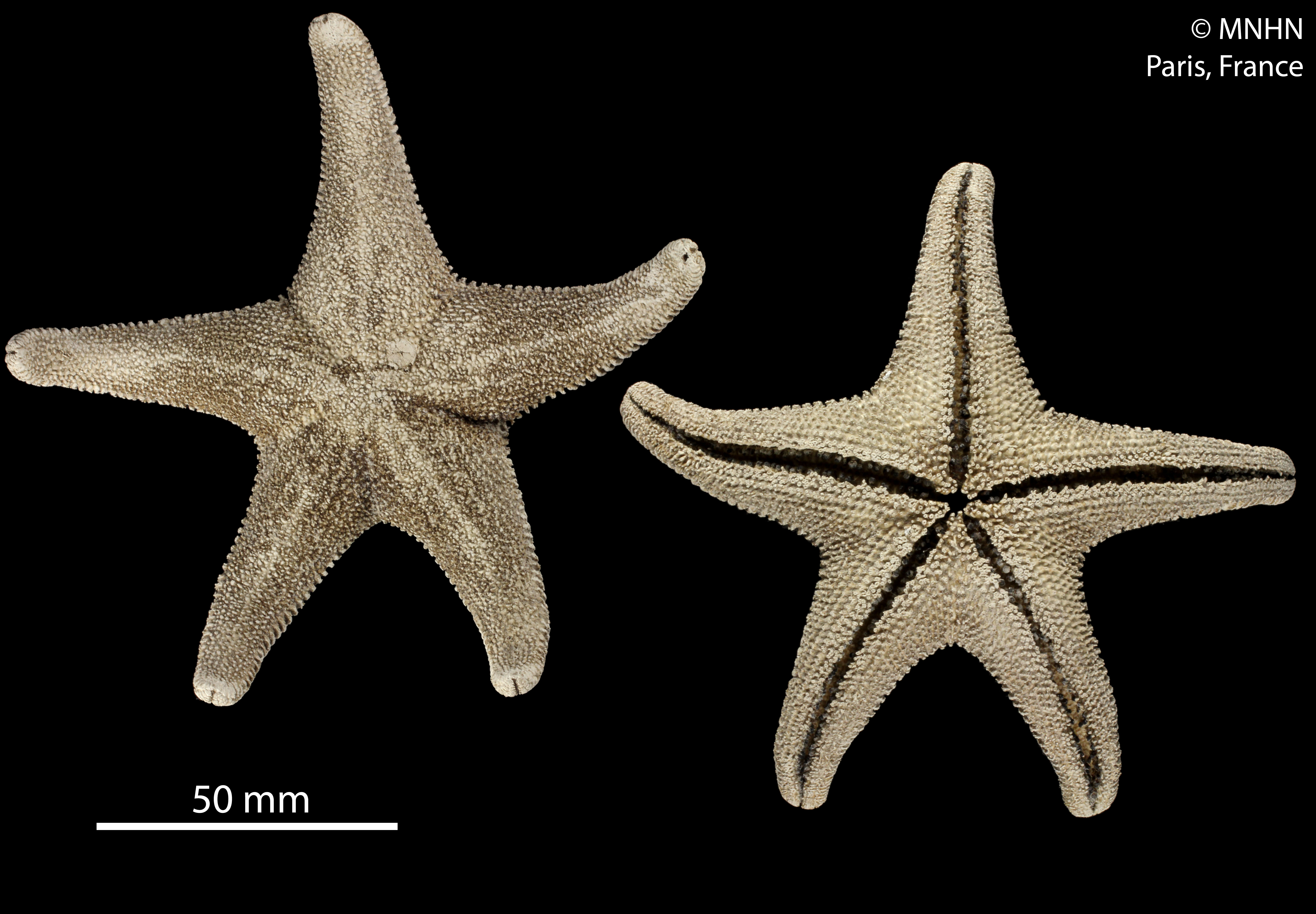
Ganeria falklandica, una Ganeriidae
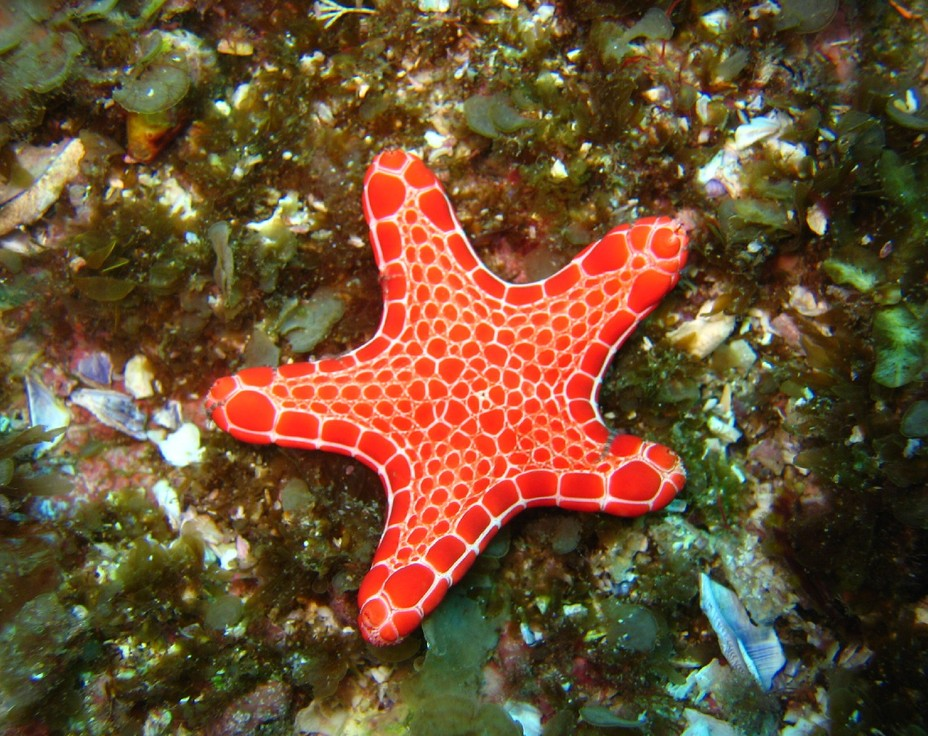
Pentagonaster dubeni, una Goniasteridae
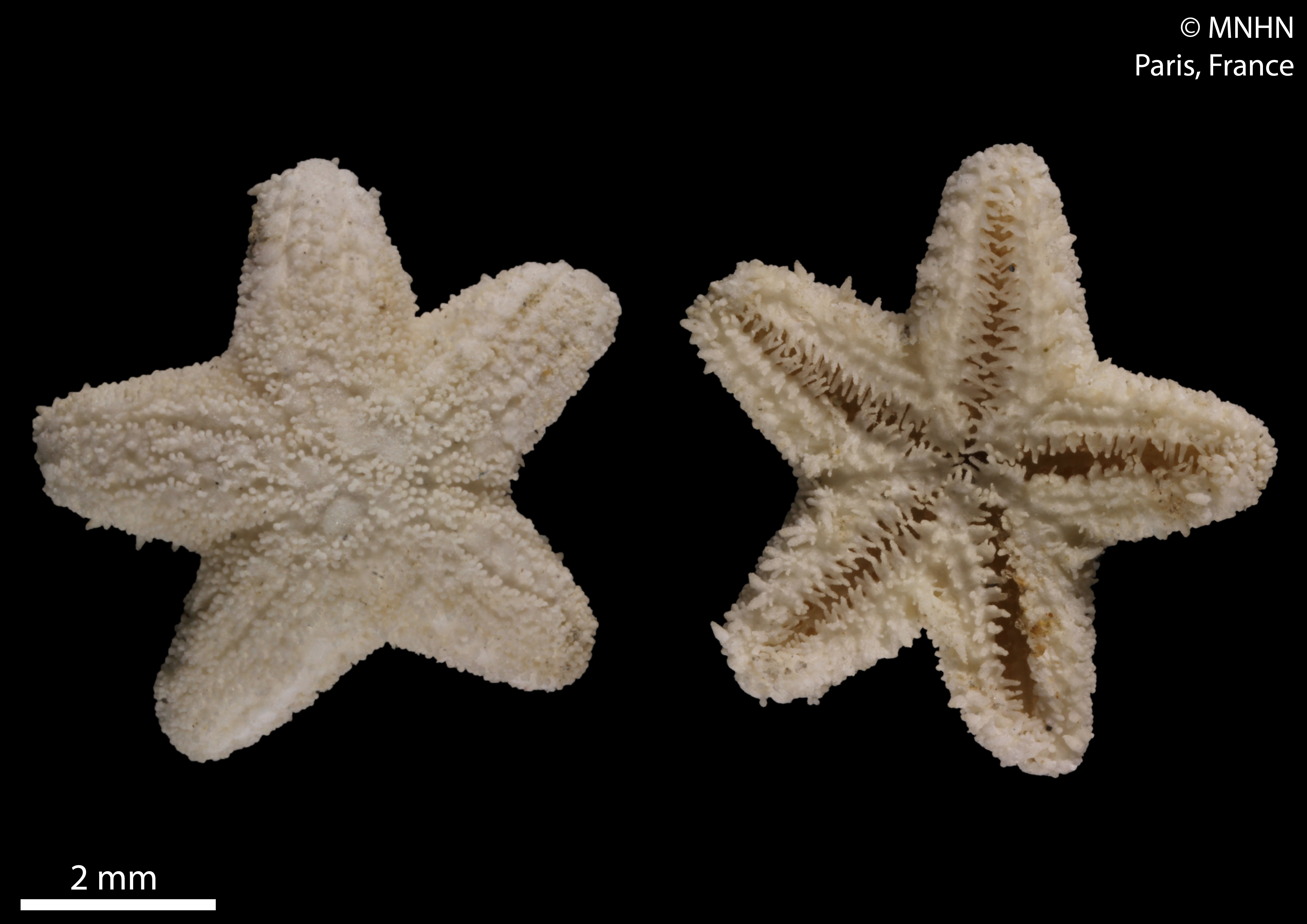
Leilaster radians, una Leilasteridae
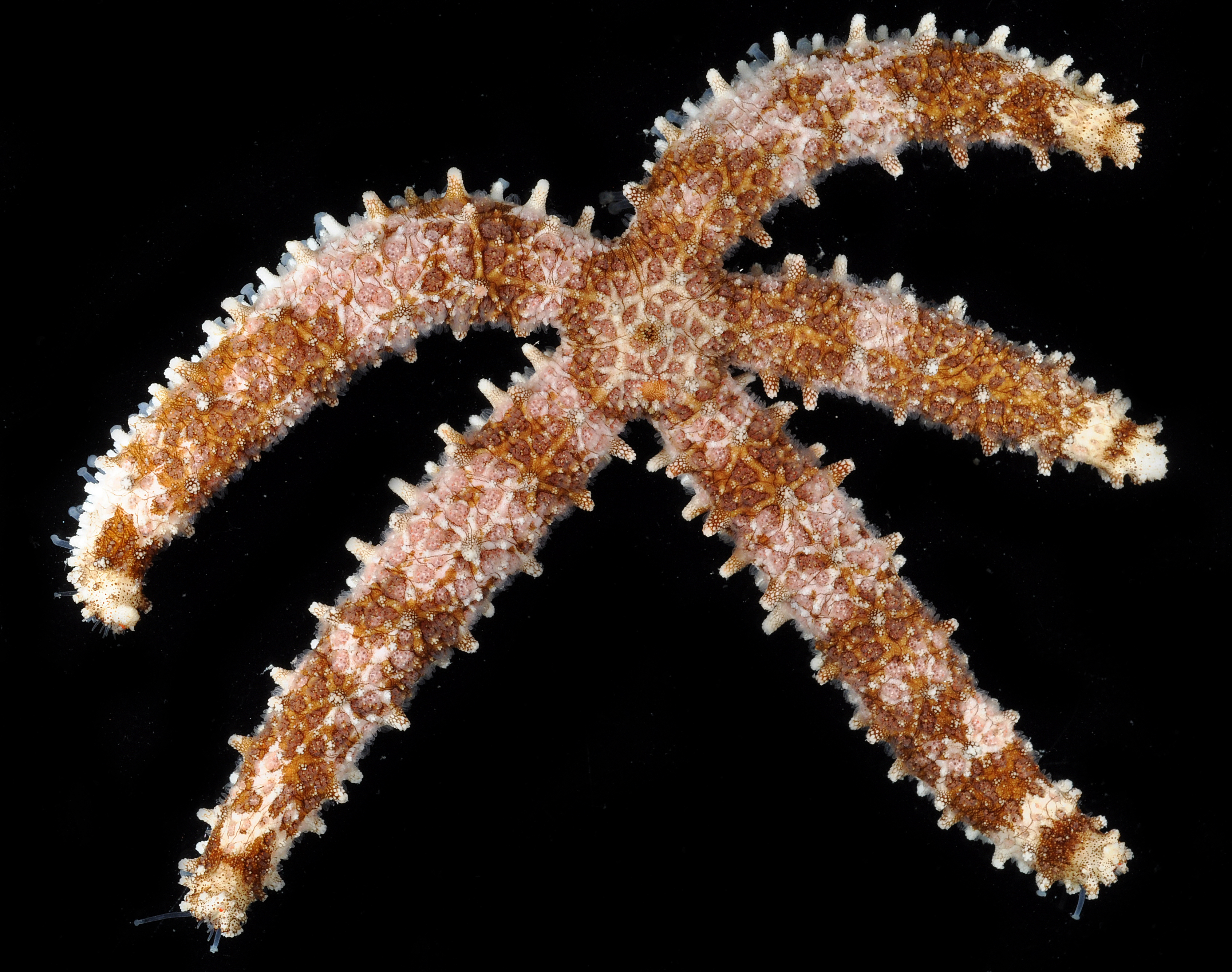
Mithrodia clavigera, una Mithrodiidae
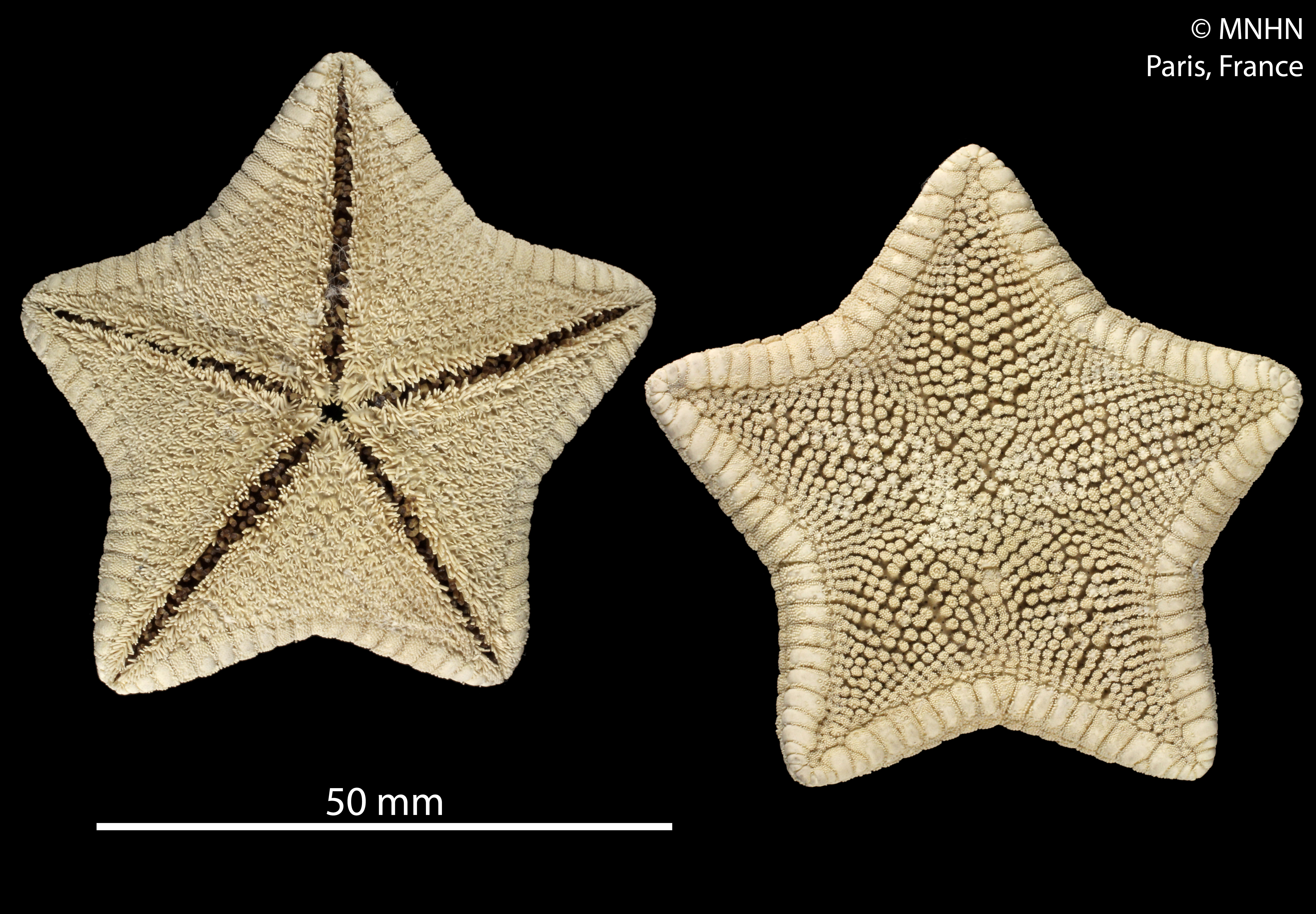
Odontaster penicillatus, una Odontasteridae
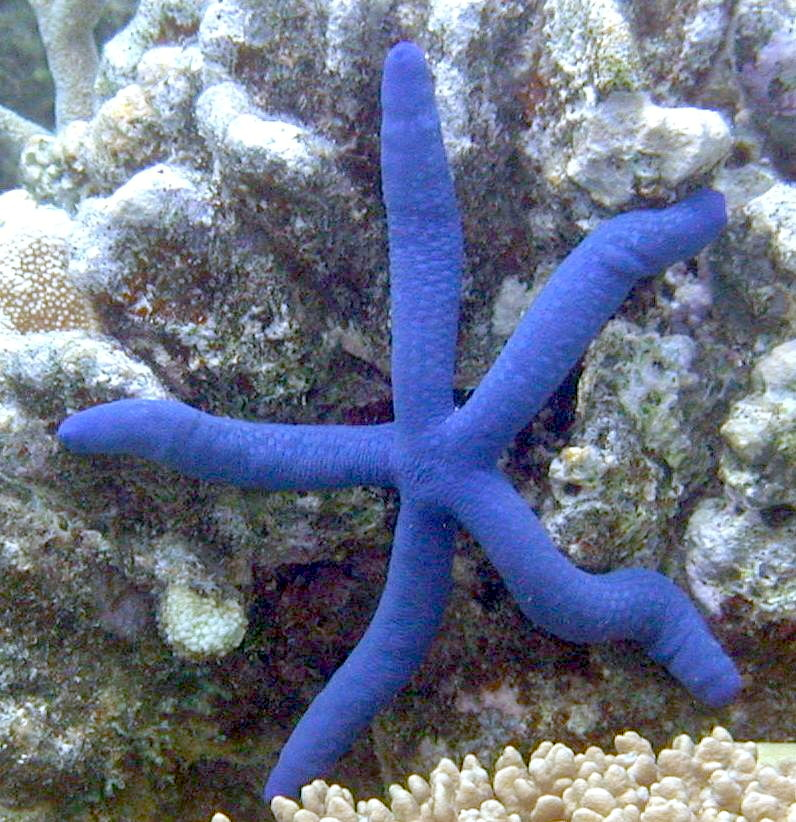
Linckia laevigata, una Ophidiasteridae
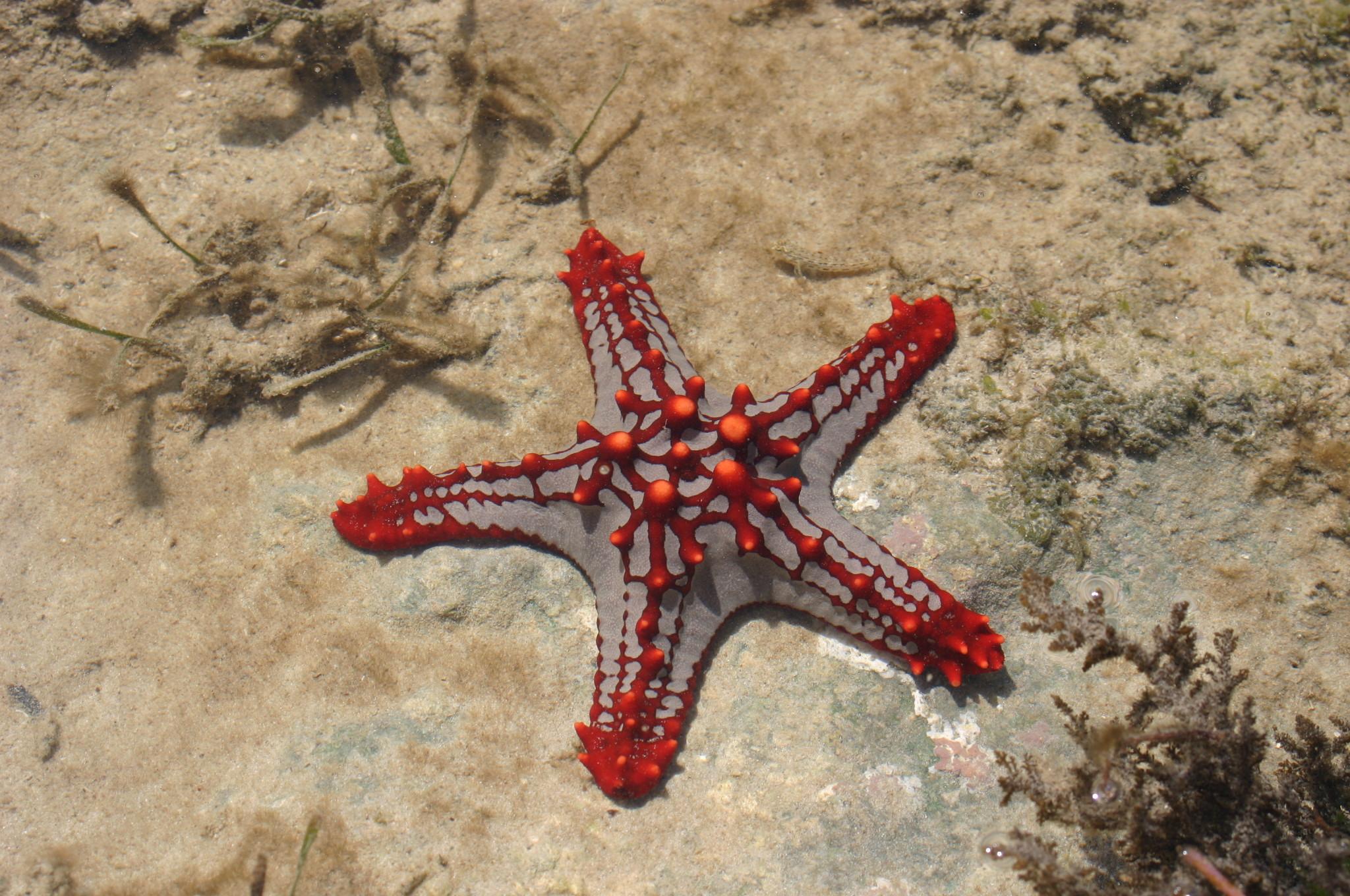
Protoreaster lincki, una Oreasteridae
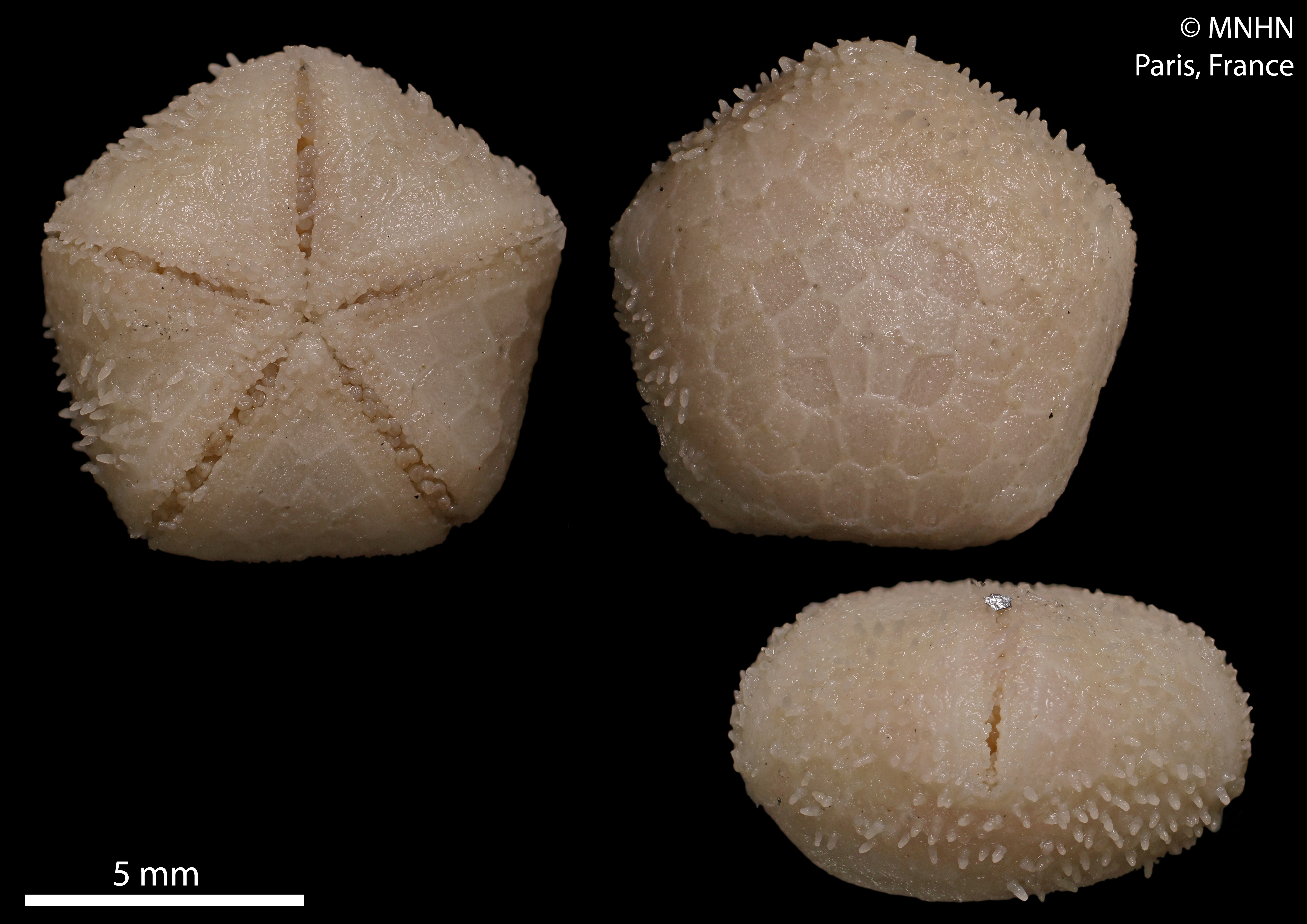
Podosphaeraster gustavei, una Podosphaerasteridae
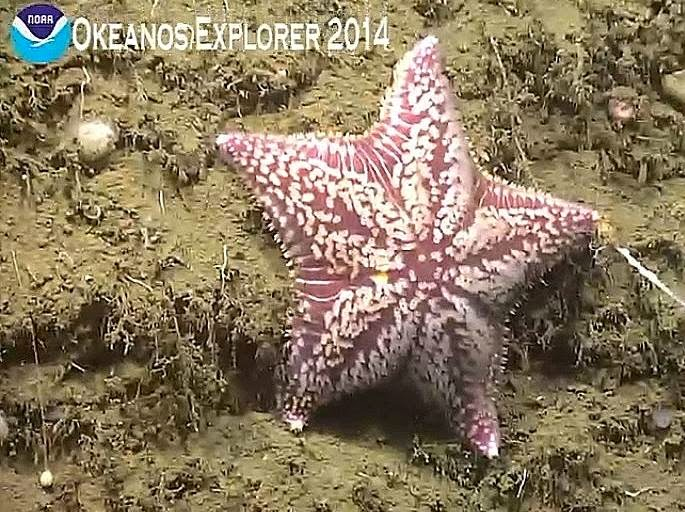
Porania pulvillus, una Poraniidae
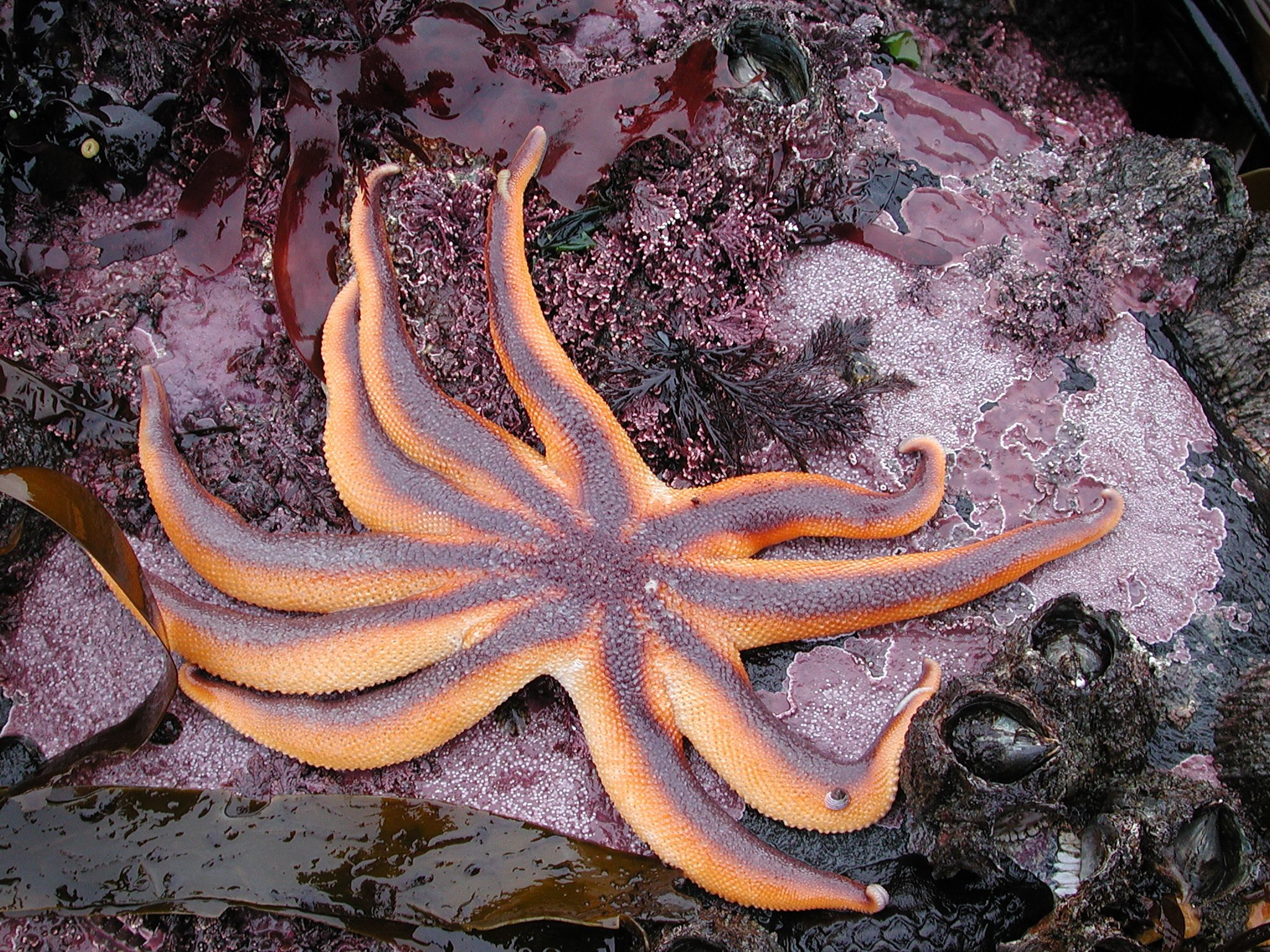
Solaster stimpsoni, una Solasteridae